# Arditi
Arditi (итал. дружина, отряд) — шведская martial industrial группа, в музыке которой присутствуют также элементы неоклассики, experimental’a и dark ambient’a. Создана в 2002-м году Хенри Мёллером (Henry Möller, участник Puissance) и Мартином Бьёркманом (Marten Björkman, участник Algaion и Octinomos). Первые записи Arditi увидели свет ещё в 1997-м году, однако из-за занятости участников в других проектах группа до 2002 года не существовала.

## Дискография
- Unity Of Blood (2002), Svartvintras Productions
- Marching On To Victory (2003), Svartvintras Productions
- Jedem Das Seine (2003), Miriquidi Productions, City Of The Dead Records
- United In Blood (2004), Neuropa Records (совместно с Toroidh)
- Spirit Of Sacrifice (2004), Blooddawn Productions
- Destiny Of Iron (2006), Equilibrium Music
- Standards Of Triumph (2006), Equilibrium Music[2]
- Omne Ensis Impera (2008), Equilibrium Music
- Statues Of Gods/Invictis Victi Victuri (2009), Equilibrium Music (совместно с Signa Inferre)
- Leading the Iron Resistance (2011), Equilibrium Music
- Imposing Elitism (2014), Temple Of Death Productions
- Pylons of the Adversary (2014) (сплит с Acherontas, Puissance и Shibalba)
- March for the Gods (2015), EP
- Bloodtheism (2018)
- Insignia of the Sun (2020)
- Words made of Stone (2020)